# Dean Jones
Dean Carroll Jones (Decatur, Alabama, 25 de enero de 1931 - Los Ángeles, California, 1 de septiembre de 2015) fue un actor estadounidense conocido principalmente por sus películas en imagen real para Walt Disney.

## Inicios y Carrera
Jones nació en Decatur, Alabama, en sus inicios fue un trabajador de construcción. Después estudió en Riverside High School de Decatur Jones que tuvo su propio programa de radio local. Jones sirvió en la Marina de los Estados Unidos durante la guerra de Corea.
Jones asistió a la Universidad de Asbury en Wilmore, Kentucky, como miembro de la Clase en 1953, pero no se graduó. Sin embargo, se le concedió un doctorado y habló en la ceremonia de dedicación de Andrew S. Miller Centro de Asbury de Comunicaciones Arte.

## Fallecimiento
Jones falleció el 1 de septiembre de 2015, a los 84 años tras sufrir la enfermedad de Parkinson.

## Filmografía
- Marcado por el odio (1956)
- El sexo opuesto (1956)
- Té y simpatía (1956)
- El rock de la cárcel (1957)
- El último torpedo (1958)
- La amistad. Bonanza (1961) FR22/9/22
- Adán también tenía su manzana (1963)
- Los perros de mi mujer (1965)
- Un gato del F.B.I. (1965)
- Cualquier miércoles (1966)
- La invasión de los monos (1967)
- Mi amigo el fantasma (1968)
- El caballo del traje gris (1968)
- The Love Bug (Cupido Motorizado, 1969)
- El invencible hombre invisible 1970)
- Millonarios por una pata (1971)
- Aventuras en la nieve (1972)
- Un candidato muy peludo (1976)
- Herbie en el gran prix de Montecarlo (1977).
- Lluvia y fuego (1989).
- Con el dinero de los demás (1991)
- Salvados por la campana: Movida en Hawái (1992)
- Beethoven (película) (1992)
- Peligro inminente (1994)
- Un gato del FBI (1997)
- Cupido Motorizado - Telefilme (1997)
- La amistad. Bonanza (1961)FR22/9/22